# Lukrecja (obraz Rembrandta)
Lukrecja – dwie wersje portretu Lukrecji autorstwa Rembrandta, namalowane w 1664 i w 1666 roku.
Tytułowa postać Lukrecji wiąże się ze starożytną rzymską legendą o upadku królestwa. Lukrecja była żoną Lucjusza Tarkwiniusza Kollatyna. Pod jego nieobecność została zgwałcona przez Sekstusa Tarkwiniusza, syna Tarkwiniusza Pysznego. O czynie tym powiadomiła swojego męża, kazała mu poprzysiąc zemstę, a następnie popełniła samobójstwo. Według legendy jej krzywda miała stać się bezpośrednią przyczyną wybuchu powstania pod wodzą Brutusa, które doprowadziło w 509 p.n.e. do obalenia monarchii i powołania republiki.
Postać Lukrecji i jej historia stała się bardzo popularna pod koniec XVI i w XVII wieku. Motyw ten malowali liczni malarze europejscy m.in. kilka wersji namalował Lucas Cranach starszy, Artemisia Gentileschi w 1621 roku, Tycjan, Guido Reni, Parmigianino czy Andrea Casali. Jej historią zainteresował się William Szekspir pisząc swój poemat narracyjny pt. Lukrecja zgwałcona.
Rembrandt dwukrotnie podejmował temat z legendy rzymskiej. Po raz pierwszy sportretował Lukrecję w 1664 roku. Przedstawił kobietę w bogatym stroju z epoki gotową do zadania sobie śmiertelnego ciosu. Jej twarz i powstrzymujący gest lewej dłoni wskazują na jej determinację, ale i ogromy żal wobec krzywdy jaka jej wyrządzono. Z takim brzemieniem nie może żyć. Według niektórych historyków sztuki dzieło powstało w pracowni Rembrandta lub przez któregoś z jego uczniów.
W 1666 roku Rembrandt ponownie porusza temat z rzymskiej legendy. Tym razem bogata szata Lukrecji opada na jej ramiona odsłaniając jej białą suknię. Nóż, przypominający ostrze do korespondencji, trzymany w prawej ręce opada w dół. Lewa ręka trzyma wiszący sznur od dzwonka; sznur, który pozwala jej na utrzymanie się na nogach. Właśnie przed chwilą zadała sobie śmiertelny cios, czego dowodem jest struga krwi sącząca się spod koszuli oraz blada twarz Lukrecji.